# Kosuke Ota (fodboldspiller, født 1982)
Kosuke Ota (født 26. oktober 1982) er en japansk fodboldspiller.
Han har spillet for flere forskellige klubber i sin karriere, herunder FC Machida Zelvia og Zweigen Kanazawa.